# Leur dernière nuit
Pour plus de détails, voir Fiche technique et Distribution.
Leur dernière nuit est un film français de Georges Lacombe tourné et sorti en 1953.

## Synopsis
À Paris, Pierre Ruffin, honnête bibliothécaire municipal, est aussi M. Fernand, un audacieux chef de gang. Madeleine Marsan, jeune professeur d'anglais arrivée de province, s'attache à lui. Au mépris du danger, elle l'aide lorsqu'il est dénoncé par un de ses complices et poursuivi par la police, qui l'appréhende après une course-poursuite effrénée. Après s'être évadé du fourgon cellulaire qui l'emmenait au quai des Orfèvres, il exécute le délateur. Il vit une dernière nuit d'amour avec Madeleine, avant d'être rattrapé et abattu par la police, au moment où il voulait faire table rase du passé et s'enfuir définitivement en Belgique.

## Fiche technique
- Réalisation : Georges Lacombe
- Scénario : d'après une nouvelle de Jacques Constant (crédité Constant)
- Adaptation : Jacques Celhay, Georges Lacombe
- Dialogues : Jacques Celhay
- Assistant réalisateur : Roger Dallier
- Décors : Léon Barsacq, assisté de André Bask
- Photographie : Philippe Agostini
- Opérateur : Jean-Marie Maillols
- Son : Jacques Gallois, assisté de Guy Chichignoud
- Montage : Raymond Leboursier
- Musique : Francis Lopez
- Script-girl : Colette Crochot
- Maquillage : Louis Bonnemaison
- Coiffures : Trieste Sarnelli
- Photographe de plateau : Emmanuel Lowenthal
- Régisseur : Fred Hérold
- Production : Compagnie Commerciale Française Cinématographique
- Directeur de production : François Harispuru
- Distribution : Columbia
- Tournage : studios de Boulogne du 15 janvier au 9 mars 1953
- Enregistrement : Western Electric
- Tirage : Laboratoire L.T.C de Saint-Cloud
- Trucage : Lax
  - Pays :  France
- Format : noir et blanc - Pellicule 35 mm
- Durée : 98 minutes
- Genre : drame
- Date de sortie : 
  - France - 23 octobre 1953 ou 21 octobre 1953 (Source Musée Jean Gabin à Mériel)
- Visa d'exploitation : 13611
- Affiches : Boris Grinsson, Guy-Gérard Noël (France)

## Distribution
- Jean Gabin : Pierre Ruffin, « Fernand »
- Madeleine Robinson : Madeleine Marsan
- Robert Dalban : l'inspecteur Dupré
- Jean-Jacques Delbo : Antoine Perez
- Suzanne Dantès : Mlle Mercier
- Michel Barbey : Dédé
- Gaby Basset : la prostituée
- Paul Bonifas : le commissaire principal
- Arthur Devère : le marinier
- Luce Fabiole : la directrice du cours Sévigné
- Fernand Gilbert : le bistrot
- Camille Guérini : l'oncle de Nicole
- Jacqueline Marbaux : La comtesse russe
- Geneviève Morel : la bonne de l'hôtel.
- Jean Lanier : l'inspecteur Pierson
- Françoise Soulié : Nicole
- Georges Baconnet : le notaire
- Odette Barencey : la cuisinière de la pension
- Paul Barge : le patron de l'hôtel
- Cécile Didier : Mlle Legrain
- Raymond Loyer : Paulo
- Yves Massard : le codétenu du car de police
- Jean Ozenne : le chanoine du train
- Maryse Paillet : Marie, la femme du marinier
- Jackie Sardou : la concierge
- Louis Saintève : un employé de la bibliothèque
- Henri San-Juan : P'tit Louis
- Jean Sylvain : le garçon d'hôtel
- Georges Vitray : M. Villard
- Franck Maurice : un joueur de dés, au bistrot
- Robert Mercier : un agent de police
- Raymond Rognoni : un pensionnaire (invisible dans les copies visionnées)

## Autour du film
- Il s'agit de la troisième collaboration entre Georges Lacombe et Jean Gabin après Martin Roumagnac et La nuit est mon royaume.
- Le film fut tourné la même année que Touchez pas au grisbi, qui relancera la carrière de Jean Gabin.
- À la quinzième minute, on voit Madeleine Robinson feuilleter brièvement le Paris Match spécial Noël n°144 paru en 1951 avec en couverture la très jeune Kathryn Beaumont qui servit de modèle au film Alice au pays des merveilles produit par Walt Disney en 1951[1]..